# Pierre-de-Bresse
 Pierre-de-Bresse  es una población y comuna francesa, en la región de Borgoña, departamento de Saona y Loira, en el distrito de Louhans y cantón de Pierre-de-Bresse.

## Demografía
| 2033 | 1952 | 2050 | 2097 | 1981 | 1991 |
| Para los censos de 1962 a 1999 la población legal corresponde a la población sin duplicidades (Fuente: INSEE [Consultar]) |      |      |      |      |      |